# 진 브룩스
진 브룩스(Jean Brooks, 1915년 12월 23일 ~ 1963년 12월 25일)는 미국의 배우, 가수이다.

## 출연 작품
- 일곱 번째 희생자 (1943)
- 표범 인간 (1943)
- 벅 프라이빗 (1941)
- 그린 호넷 2 (1941)